# Cabin Fever
Cabin Fever je deveti miksani album repera Wiza Khalife koji je objavljen 17. veljače 2011. godine. Objavio ga je preko diskografskih kuća Rostrum Records i Taylor Gang Records kao besplatni download. Gosti na albumu su Big Sean, Chevy Woods, Juicy J i Trae. Producent većine pjesama je Lex Luger, a ostali producenti su Drumma Boy, WillPower i RMB Justize. Album je s interneta preuzet oko 1.000.000 puta.

## Popis pjesama
| Br. | Skladba                                     | Producent   | Trajanje |
| --- | ------------------------------------------- | ----------- | -------- |
| 1.  | »Phone Numbers« (featuring Trae & Big Sean) | Drumma Boy  | 4:30     |
| 2.  | »Cabin Fever«                               | Lex Luger   | 2:29     |
| 3.  | »GangBang« (featuring Big Sean)             | Lex Luger   | 4:09     |
| 4.  | »Errday« (featuring Juicy J)                | Lex Luger   | 3:51     |
| 5.  | »Taylor Gang« (featuring Chevy Woods)       | Lex Luger   | 5:34     |
| 6.  | »Hustlin'«                                  | Lex Luger   | 3:27     |
| 7.  | »Middle of You« (featuring Chevy Woods)     | WillPower   | 4:09     |
| 8.  | »WTF«                                       | Lex Luger   | 2:59     |
| 9.  | »Homicide« (featuring Chevy Woods)          | RMB Justize | 4:56     |

## Nadnevci objavljivanja
| Država                     | Nadnevak          | Format             | Diskografska kuća                   | Izvor |
| -------------------------- | ----------------- | ------------------ | ----------------------------------- | ----- |
| Sjedinjene Američke Države | 17. veljače 2011. | digitalni download | Rostrum Records Taylor Gang Records | [ 3 ] |

## Vanjske poveznice
- Cabin Fever na Allmusicu